# Ludwig V. (Frankreich)
Ludwig V. (* 966 oder 967; † 21. Mai 987) war König des Westfrankenreichs von 986 bis 987. Er erhielt den Beinamen „der Nichtstuer“ (lateinisch qui nihil fecit, französisch le Fainéant), der sich aber nicht auf Passivität bezog (tatsächlich war Ludwig ein rühriger Herrscher), sondern darauf, dass er in seiner kurzen Regierungszeit von 14 Monaten nicht viel erreichen konnte. Er war der letzte König aus dem Geschlecht der Karolinger.

## Leben
Ludwig war der ältere der beiden Söhne König Lothars und seiner Ehefrau Emma, einer Tochter des Königs Lothar II. von Italien und der Adelheid, die später in zweiter Ehe Kaiser Otto den Großen heiratete. Ludwigs jüngerer Bruder Otto starb noch vor dem Vater; die übrigen Kinder Lothars waren unehelich.
Ludwig wurde zur Sicherung der Thronfolge zum Mitkönig seines Vaters erhoben und am 8. Juni 979 von Erzbischof Adalbero von Reims geweiht. Lothar verheiratete ihn 982 mit Adelheid (Blanche), der reichen Witwe des Grafen Stephan von Gévaudan; sie war eine Tochter des Grafen Fulko II. von Anjou. Zugleich schickte Lothar seinen Sohn nach Aquitanien, wo Ludwig entweder als König herrschen oder als Mitkönig seines Vaters tätig sein sollte (die Angaben der Quellen sind widersprüchlich). Die Ehe mit Adelheid wurde nach nur zwei Jahren wieder aufgelöst und Ludwig kehrte 984 an den Hof seines Vaters zurück. Angeblich war Ludwig leichtsinnig und kümmerte sich wenig um seine herrscherlichen Pflichten. Allerdings hängen unvorteilhafte Angaben über ihn wohl zumindest teilweise mit der Absicht von Geschichtsschreibern zusammen, ihn als unfähig oder unmoralisch zu schildern, um den Dynastiewechsel nach seinem Tod plausibel zu machen.
Als Lothar am 2. März 986 starb, konnte Ludwig unangefochten den Thron besteigen. An seinem Hof gab es zwei Parteien. Emma, die Mutter des Königs, war stark von ihrer Mutter, Kaiserin Adelheid, beeinflusst und vertrat somit eine den Ottonen gegenüber freundliche Politik; dieser Richtung gehörte auch Erzbischof Adalbero von Reims an. Die Gegenpartei wollte den Kurs Lothars fortsetzen, der darauf abzielte, jede Schwäche der Ottonen – König Otto III. war noch ein Kind – auszunutzen, um im Osten wieder eine Expansionspolitik verfolgen und das alte Lotharingien gewaltsam zurückgewinnen zu können. Der weitaus mächtigste unter den Vasallen Ludwigs war Hugo Capet, gleichzeitig der Herzog von Franzien und Burgund. Dieser gehörte dem Geschlecht der Robertiner an, das schon seit langem mit den Karolingern um die führende Stellung im Reich rivalisierte und bereits zwei Könige gestellt hatte.
Zunächst beherrschte Emma die Lage, doch schon im Sommer 986 kam es zu einem Umschwung: Die ottonenfeindliche Partei setzte sich durch, Emma musste den Hof verlassen und bei Hugo Capet Zuflucht suchen. Dadurch geriet auch Adalbero in eine missliche Lage; er verließ seine Bischofsstadt zeitweilig und begab sich auf seine Burgen an der Maas, die zum ottonischen Machtbereich gehörten. Dies betrachtete Ludwig als Hochverrat; er wandte sich mit Heftigkeit gegen Adalbero und drohte, ihn in Reims zu belagern, ließ sich dann aber auf ein vorläufiges Abkommen ein; die Angelegenheit sollte auf einem Hoftag in Compiègne geklärt werden. Bevor dieser zusammentrat, änderte Ludwig wieder seinen Kurs und strebte eine Aussöhnung mit Adalbero an; im Frühjahr 987 war auch von einem Friedensschluss mit Otto III. bzw. dessen Mutter Theophanu die Rede; eine Friedenskonferenz war geplant. Ehe es zu einer Klärung dieser verworrenen Verhältnisse kam, starb Ludwig am 21. Mai 987 durch einen Jagdunfall. Er wurde in Compiègne in der Kirche St. Corneille beigesetzt.
Da Ludwig keine Kinder hatte, konnte nur sein Onkel Karl von Niederlothringen, der jüngere Bruder seines Vaters Lothar, einen Thronanspruch erheben, denn sonst waren von der karolingischen Königsdynastie nur uneheliche Nachkommen übriggeblieben. Karls Anspruch wurde jedoch von den Großen des Reichs übergangen und Hugo Capet zum König gewählt. Damit wurde die Dynastie der Karolinger von der nach Hugo Capet benannten Dynastie der Kapetinger abgelöst.
In der modernen Forschung wird Ludwig wegen der Sprunghaftigkeit seiner Politik eher negativ beurteilt, wobei aber auch darauf hingewiesen wird, dass er jung und unerfahren war.